# Liste der Monuments historiques in Les Clayes-sous-Bois
Die Liste der Monuments historiques in Les Clayes-sous-Bois führt die Monuments historiques in der französischen Gemeinde Les Clayes-sous-Bois auf.

## Liste der Bauwerke
| Bezeichnung         | Beschreibung              | Standort                 | Kennzeichnung | Schutzstatus | Datum | Bild |
| ------------------- | ------------------------- | ------------------------ | ------------- | ------------ | ----- | ---- |
| Ehemaliges Jagdhaus | Erbaut im 19. Jahrhundert | 3, rue Henri-Prou (Lage) | PA00087409    | Inscrit      | 1972  |      |

## Liste der Objekte
- Monuments historiques (Objekte) in Les Clayes-sous-Bois in der Base Palissy des französischen Kultusministeriums